# 望湖城西站
望湖城西站位于中华人民共和国安徽省合肥市包河区庐州大道与祁门路交叉口地下，是合肥轨道交通5号线的地铁车站。，工程站名祁门路站。

## 车站楼层
| B1 | 站厅                                 | 出入口、票务服务、自动售票机、人工服务台 |  |
| B2 |                                      | █ 5号线列车往贵阳路方向 （合肥南站）     |  |
| B2 | 岛式站台                             |                                          |  |
| B2 | █ 5号线列车往贵阳路方向 （合肥南站） |                                          |  |

## 车站结构
望湖城西站位于庐州大道与祁门路交叉口，沿庐州大道南北向布置，车站为地下两层单柱双跨岛式车站，站台宽度12米。